# Crotalaria manongarivensis
Crotalaria manongarivensis là một loài thực vật có hoa trong họ Đậu. Loài này được R.Vig. miêu tả khoa học đầu tiên.